# Harry Blech
Pour les articles homonymes, voir Blech.
Harry Blech est un violoniste et chef d'orchestre britannique né en 2 mars 1910 à Londres et mort dans la même ville le 9 mai 1999.

## Biographie
Harry Blech naît à Londres (East End) en juin 1909.
Il étudie le violon avec Sarah Fennings au Trinity College of Music et se perfectionne au Royal Manchester College of Music auprès d'Arthur Catterall (en) ainsi qu'à Prague avec Otakar Ševčík,.
Comme interprète, il est violoniste dans l'Orchestre Hallé de 1929 à 1930 puis au BBC Symphony Orchestra de 1930 à 1936. Chambriste accompli, il dirige le quatuor à cordes Blech de 1933 jusqu'à sa dissolution en 1950, date à laquelle il se tourne plus spécifiquement vers la direction d'orchestre.
En 1942, Harry Blech fonde les London Wind Players, puis en 1949 les London Mozart Players, formation dont il est directeur musical jusqu'en 1984, premier orchestre de chambre britannique à se consacrer à l'interprétation des compositeurs du Classicisme viennois.
Il est nommé officier dans l'Ordre de l'Empire britannique (OBE) en 1962 puis Commander (CBE) en 1984.
Harry Blech meurt à Londres le 9 mai 1999,.